# Vincenzo La Gioia
Vincenzo La Gioia (Triggiano, 1901 – 1986) è stato un imprenditore e dirigente sportivo italiano, presidente del Bari dall'ottobre 1959 al settembre 1961.

## Biografia
Appartenente a un'antica famiglia di commercianti di Triggiano, aveva continuato, migliorandola progressivamente, l'attività del padre riguardante il commercio di prodotti agricoli, in special modo le mandorle. Brevettò in prima persona macchine per la lavorazione agricola e sostenne politiche pubbliche a favore del Mezzogiorno; costituì inoltre il consorzio dell'area industriale di Bari. Negli anni sessanta era una figura di rilievo nel panorama commerciale dello stesso capoluogo pugliese: commendatore, nominato Cavaliere del lavoro e infine presidente della Camera di Commercio della città. 

### Dirigente sportivo
Nella seconda metà degli anni quaranta è socio del presidente Tommaso Annoscia nell'Associazione Sportiva Bari.
Assume la presidenza del club, militante in Serie A, il 20 ottobre del 1959 su richiesta del gruppo dirigente della società per sopperire alla precaria condizione finanziaria della stessa, con un passivo superiore ai 150 milioni di lire che ha portato alle dimissioni il suo predecessore, l'avvocato Gianfranco Brunetti. Appena insediato, La Gioia avalla per l'impresa sportiva diversi effetti cambiari.
(Gianni Antonucci)
Affatto pratico di calcio, il commendator La Gioia è assistito, nell'ambito prettamente agonistico e sportivo, dal dottor Ignazio Nencha, già tecnico della società che diviene vice presidente.
Nel terzo anno consecutivo in massima serie, il secondo per la sua presidenza, l'oneroso ingaggio del titolato allenatore argentino Luis Carniglia non basta ad evitare la retrocessione dei galletti in Serie B, avvenuta agli spareggi. La sera del 22 giugno 1961, dopo aver venduto diverse sue proprietà per disimpegnare i conti del club, si dimette come presidente. Viene quindi posto dalla Lega Calcio come commissario straordinario assieme ai nuovi vice commissari Angelo Marino e Angelo De Palo; lascia definitivamente la società ai suoi vice il 4 settembre 1961.
Negli anni della sua gestione La Gioia ha tesserato, fra gli altri, Antonio Giammarinaro e Giuseppe Virgili.